# 新柔氏鲗属
新柔氏鲗属（学名：Neorossia），是耳乌贼科下的一个属。

## 下属物种
- Neorossia caroli (Joubin, 1902)
- Neorossia leptodons Reid, 1992